# Sentinel Worlds I: Future Magic
《Sentinel Worlds I: Future Magic》是由Karl Buiter开发、艺电于1988年发行的电子角色扮演游戏，对应MS-DOS和康懋达64平台。
《Compute!》专栏作家奥森·斯科特·卡德对游戏评价较为积极。他认为该作的深度其他游戏难以匹敌，并称游戏剧本胜过编写拙劣的「《创世纪》系列」。